# Vytautas Klova
Vytautas Klova (Tirkšliai, Comtat de Mažeikiai, 31 de gener, 1926 - Vílnius, 10 de desembre, 2009), va ser un compositor i pedagog lituà.
La seva obra més famosa és l'òpera Pilėnai, que encara es considera l'òpera lituana més popular.

## Biografia
Brolis Boleslov Klova el 1945 es va graduar a l'escola secundària de Mažeikiai. 1946-1948 va estudiar al Conservatori de Kaunas, a la classe de composició del professor Juozas Gruodis. el 1951 es va graduar a la classe de composició del professor Antanas Račiūnas del Conservatori LSSR (ara l'Acadèmia de Música i Teatre de Lituània).
1950-1954 va impartir classes a l'escola de música Juozas Gruodis de Kaunas. 1954-1994 va ensenyar disciplines de teoria musical al Conservatori LSSR, 1982. professor. Enterrat al cementiri d'Antakalnis, l'1 de gener de 2011. L'Escola de Música Mažeikiai va rebre el nom de V. Klova.

## Obra
Va escriure 6 òperes (Pilėnai, Vaiva, Duktė, Du kalavijai, Amerikoniškoji tragedija, Ave vita), amb les quals va ampliar i enriquir significativament el desenvolupament de l'òpera nacional. Ja amb la seva primera òpera Pilėnai, va mostrar un brillant talent com a melodista, maduresa creativa, va aconseguir una gran popularitat i va ser nomenat un clàssic de l'òpera lituana.
Les cançons populars harmonitzades i desenvolupades formen una part important de l'obra, n'hi ha unes 100.
Una part de la música instrumental de cambra de V. Klova està formada per obres de teatre escrites amb finalitats pedagògiques, destinades a nens i joves. El compositor ha compost una sèrie de peces vocals i instrumentals per al conjunt de cançons i danses populars "Lietuva", instruments populars i cantants.
Va escriure el primer llibre de text de polifonia lituà (I - 1966, II - 1985).

## Òperes
- Pilėnai, estrenada el 1966
- Vaiva, estrenada el 1958
- Duktė, estrenada el 1960
- Du kalavijai, estrenada el 1966
- Amerikoniškoji tragedija, estrenada el 1969
- Ave vita, estrenada el 1974.

## Premis
- 1957 Premi estatal LSSR
- 1960 Premi estatal LSSR
- 1976 Artista popular de la LSSR